# Fernand Braudel
Fernand Braudel, francoski zgodovinar, * 24. avgust 1902, Luméville, Francija, † 28. november 1985, Haute-Savoie.
Braudel velja za enega največjih sodobnih zgodovinarjev, ki so poudarjali vlogo obsežnih družbeno-ekonomskih dejavnikov pri ustvarjanju in pisanju zgodovine. Velja tudi za enega od predhodnikov teorije svetovnih sistemov. V svojih delih je Braudel razkril revolucionarno spremembo v osredotočanju na zgodovino in njeno analizo. 
Deloval je na šoli Annales v Franciji. Njegovo delovanje je bilo osredotočeno na tri glavne projekte: Sredozemlje (1923-49, nato 1949-66), Civilizacija in kapitalizem (1955-79) in nedokončana Identiteta Francije (1970-85). Skupaj z Marcom Blochom in Lucienom Febvrom je postal vpliven vodja šole Annales, ki je poudarjala vpliv dejavnikov, kot so podnebje, geografija in demografija, na zgodovino, kar je pripomoglo k njegovemu ugledu. Šola Annales je postala ena izmed najpomembnejših izobraževalnih ustanov v svetu na področju zgodovinskih raziskav. Med drugo svetovno vojno, ko je bil v nemškem ujetništvu, je Braudel po spominu napisal delo o zgodovini Sredozemlja v 16. stoletju, ki je kasneje izšla pod naslovom Sredozemlje in sredozemski svet v času Filipa II (1949).  

## Življenje
Braudel se je rodil v kraju Luméville-en-Ornois v departmaju Meuse v Franciji. Pri študiju mu je pomagal oče, ki je bil matematik. Braudel je študiral poleg zgodovine tudi latinščino in grščino. Pri sedmih letih se je njegova družina preselila v Pariz, kjer se je izobraževal na liceju Voltaire in Sorboni. Pri 20 letih je prejel naziv agrégé iz zgodovine. Med poučevanjem na alžirski univerzi med letoma 1923 in 1932 se je navdušil nad Sredozemskim morjem in napisal več člankov o španski prisotnosti v Alžiriji v 16. stoletju. Med letoma 1932 in 1935 je poučeval na pariških licejih Pasteur, Condorcet in Henri-IV.  
Leta 1900 so Francozi z ustanovitvijo brazilske akademije za likovno umetnost okrepili svoj kulturni vpliv v Braziliji. V São Paulu ni bilo univerze, zato je Julio de Mesquita Filho leta 1934 povabil antropologa Clauda Lévi-Straussa in Braudela, naj pomagata pri ustanovitvi univerze. Braudel je pozneje dejal, da je bil čas v Braziliji "najlepše obdobje njegovega življenja".
Leta 1937 se je Braudel iz Brazilije vrnil v Pariz. Na poti je spoznal Luciena Febvreja, soustanovitelja vplivne revije Annales. Braudel je začel arhivske raziskave za svoj doktorat o Sredozemlju. V tem času se je vpisal na École pratique des hautes études kot inštruktor zgodovine. Sodeloval je z Lucienom Febvrom, ki je pozneje prebral zgodnje različice Braudelovega opusa in mu dajal uredniške nasvete. Ob izbruhu vojne leta 1939 je bil vpoklican na služenje vojaškega roka, leta 1940 pa so ga Nemci zajeli. Od leta 1940 do 1942 je bil v taborišču za vojne ujetnike v Mainzu, nato pa so ga premestili v taborišče za vojne ujetnike v bližini Lübecka, kjer je ostal do konca vojne. V tem taborišču je Braudel napisal svoje veliko delo La Méditerranée et le Monde Méditerranéen à l'époque de Philippe II (Sredozemlje in sredozemski svet v dobi Filipa II. ). Brez dostopa do svojih knjig in zapiskov, je pisal po svojem spominu. Ko je bil maja 1945 osvobojen, je pohitel v Pariz. Pri Febvreju je vneto pripravljal svojo disertacijo in v dveh letih jo je lahko zagovarjal pred zvezdniško zasedbo francoskih zgodovinarjev. Čeprav Sredozemlje ostaja klasična študija dolgega trajanja in okoljske zgodovine, njen pravi pomen ni v pojasnjevanju pristopa šole Annales, temveč v dokazovanju moči literarne domišljije. 
Braudel je po letu 1945 postal vodja druge generacije zgodovinarjev Annales. Leta 1947 je skupaj s Febvrom in Charlesom Morazéjem pridobil sredstva Rockefellerjeve fundacije v New Yorku in ustanovil znano sekcijo Sixième za "ekonomske in družbene vede" na Ecole Pratique des Hautes Etudes. 
Leta 1962 sta z Gastonom Bergerjem s pomočjo štipendije Fordove fundacije in vladnih sredstev ustanovila novo neodvisno fundacijo Fondation Maison des Sciences de l'Homme (FMSH), ki jo je Braudel vodil od leta 1970 do svoje smrti. FMSH je svoje dejavnosti osredotočila na mednarodno povezovanje, da bi razširila pristop Annales v Evropi in po svetu. Leta 1972 je opustil vso uredniško odgovornost za revijo, čeprav je njegovo ime ostalo na naslovnici. 
Leta 1962 je napisal Zgodovino civilizacij kot osnovo za pouk zgodovine, vendar je bilo njegovo zavračanje tradicionalne pripovedi o dogodkih preveč radikalno za francosko ministrstvo za šolstvo, ki je njegovo delo zavrnilo. Leta 1949 je bil Braudel izvoljen v Collège de France, ko se je Febvre upokojil. Leta 1950 je soustanovil akademsko revijo Revue économique. Upokojil se je leta 1968 in leta 1983 je bil izvoljen v Francosko akademijo. 

## Dela

### La Méditerranée
Njegova prva knjiga La Méditerranée et le Monde Méditerranéen à l'Epoque de Philippe II (1949) (Sredozemlje in sredozemski svet v času Filipa II. ) je bila njegova najvplivnejša knjiga in so jo mnogi strokovnjaki označili za "prelomno. Sredozemlja ni mogoče razumeti neodvisno od tega, kar je zunaj njega. Vsakršno togo upoštevanje meja ponareja razmere. Za Braudela torej ni enotnega Sredozemskega morja. Obstaja veliko morij - pravzaprav "ogromen, zapleten prostor", v katerem delujejo ljudje. Življenje poteka na Sredozemskem morju: ljudje potujejo, lovijo ribe, bijejo vojne in se utapljajo v različnih okoliščinah. Morje se povezuje z ravnicami in otoki. Življenje na ravninah je raznoliko in zapleteno; na revnejši jug vplivajo verska raznolikost (katolicizem in islam) ter kulturni in gospodarski vdori s severa, zatorej ga ni mogoče razumeti, neodvisno kar je zunaj njega. 
Prva raven časa, geografski čas, je čas okolja, ki se počasi, skoraj neopazno spreminja in ponavlja. Te spremembe so lahko počasne, vendar se jim ni mogoče upreti. Druga časovna raven zajema dolgoročno družbeno, gospodarsko in kulturno zgodovino, kjer Braudel obravnava sredozemsko gospodarstvo, družbene skupine, imperije in civilizacije. Spremembe na tej ravni so veliko hitrejše od sprememb v okolju; Braudel si ogleda dve ali tri stoletja, da bi opazil določen vzorec, kot sta vzpon in padec različnih aristokracij. Tretja časovna raven je čas dogodkov. Za Braudela je to čas površin in zavajajočih učinkov. To je čas "courte durée" in je v središču tretjega dela knjige Sredozemlje, ki govori o "dogodkih, politiki in ljudeh"." 
Braudelovo Sredozemlje je osredotočeno na morje, vendar sta enako pomembna tudi puščava in gore. Puščava ustvarja nomadsko obliko družbene organizacije, kjer se celotna skupnost giblje, medtem ko je življenje v gorah miruje. Prehajanje z gora na ravnico ali obratno v določenem letnem času je prav tako stalen del sredozemlja. 
Braudel je v svojem obsežnem, panoramskem pogledu uporabil spoznanja drugih družboslovnih ved, uporabil koncept dolgega trajanja in zmanjšal pomen posameznih dogodkov. Knjiga je močno zaznamovala študij Sredozemlja in močno povečala svetovno prepoznavnost šole Annales. 
Kapitalizem
Braudelovo najslavnejše delo po knjigi La Méditerranée je Civilisation Matérielle, Économie et Capitalisme, XVe-XVIIIe. Prvi zvezek je bil objavljen leta 1967, v angleščino pa je bil preveden leta 1973. Zadnji del tridelnega dela je izšel leta 1979. Delo je obsežna zgodovina predindustrijskega modernega sveta, ki je predstavljena z najmanjšimi podrobnostmi in se osredotoča na to, kako so običajni ljudje poskrbeli za delovanje gospodarstva. Kot vsa Braudelova pomembna dela je tudi ta knjiga združila tradicionalno ekonomsko gradivo z gostim opisom družbenega vpliva gospodarskih dogodkov na različne vidike vsakdanjega življenja, vključno s hrano, modo in drugimi družbenimi običaji. Na tretji zvezek s podnaslovom "Perspektiva sveta" je močno vplivalo delo nemških znanstvenikov, kot je Werner Sombart. V tem delu je Braudel spremljal vpliv središč zahodnega kapitalizma na preostali svet. Braudel je serijo napisal kot razlago sodobnega načina in delno kot kritiko marksističnega pogleda na zgodovino.  
Braudel je razpravljal o zamisli o dolgoročnih krogih v kapitalističnem gospodarstvu, ki se je po njegovem mnenju v Evropi razvila v 12. stoletju. Posamezna mesta in pozneje nacionalne države si sledijo kot središča teh ciklov: Benetke v 13. do 15. stoletju (1250-1510), Antwerpen in Genova v 16. stoletju (1500-1569 oziroma 1557-1627), Amsterdam v 16. do 18. stoletju (1627-1733) ter London (in Anglija) v 18. in 19. stoletju (1733-1896). 
Braudel je trdil, da so bili kapitalisti običajno monopolisti in ne, kot se običajno domneva, podjetniki, ki so delovali na konkurenčnih trgih. Trdil je, da se kapitalisti ne specializirajo in ne uporabljajo prostih trgov, s čimer se je razlikoval od liberalnih (Adam Smith) in marksističnih razlag. Menil je, da je država v kapitalističnih državah služila kot garant monopolistov in ne kot zaščitnik konkurence, kot se običajno prikazuje. Trdil je, da so imeli kapitalisti na svoji strani moč in premetenost, saj so se postavili proti večini prebivalstva.

### L'Identité de la France
Braudelova zadnja in najbolj osebna knjiga je bila L'Identité de la France (Identiteta Francije), ki je ni uspel dokončati pred smrtjo 1985. Za razliko od mnogih drugih Braudelovih knjig v njej ne skriva svoje globoke ljubezni do domovine in na začetku zapiše, da je Francijo ljubil, kot da bi bila ženska. Braudel se je v knjigi L'Identité de la France ukvarjal s stoletji in tisočletji. Trdil je, da Francija ni produkt politike ali gospodarstva, temveč geografije in kulture, kar je raziskal v obsežni knjigi, v kateri je predstavil bourg in patois: historie totale, vključena v širok pregled kraja in časa. Za razliko od drugih Braudelovih knjig je bila L'Identité de la France močno obarvana z romantično nostalgijo, saj je Braudel zagovarjal obstoj "globoke Francije", ki temelji na kmečki mentaliteti, ki je kljub vsem pretresom francoske zgodovine in industrijski revoluciji preživela nedotaknjena vse do danes.
Poudarjal je pomen minljivega življenja sužnjev, podanikov, kmetov in mestne revščine ter dokazoval njihov prispevek k bogastvu in moči njihovih gospodarjev in družb. Svoja dela je pogosto ilustriral s sodobnimi upodobitvami iz vsakdanjega življenja.

## Zgodovinopisje
Braudel je menil, da je bilo pred pristopom Annales pisanje zgodovine osredotočeno na courte durée (kratko obdobje) ali histoire événementielle (zgodovino dogodkov). Njegovi privrženci so občudovali njegovo uporabo pristopa dolgega trajanja, s katerim je poudaril počasne in pogosto neopazne spremebe prostora, podnebja in tehnologije na delovanje ljudi v preteklosti.  Zgodovinarji šole Annales so bili po dveh svetovnih vojnah in velikih političnih preobratih v Franciji zelo pretreseni ob misli, da zgodovino ustvarjajo številne prekinitve in diskontinuitete. Raje so poudarjali dolgo trajanje, saj so trdili, da so kontinuitete v najglobljih družbenih strukturah ključnega pomena za zgodovino. Preobrati v institucijah ali nadstavbi družbenega življenja so bili nepomembni, saj je zgodovina, kot so trdili, zunaj dosega zavestnih akterjev, zlasti volje revolucionarjev. Zavračali so marksistično idejo, da je treba zgodovino uporabljati kot orodje za spodbujanje in pospeševanje revolucije.  Braudel je bil zagovornik historičnega materializma, vendar je zavračal marksistični materializem in poudarjal enak pomen infrastrukture in nadgradnje, ki naj bi odražali trajno družbeno, gospodarsko in kulturno stvarnost. Braudelove strukture, tako miselne kot okoljske, so določale dolgoročni potek dogodkov z omejevanjem delovanja ljudi in njihovih dejanj v dovolj dolgem časovnem obdobju, da so zunaj zavesti vpletenih akterjev. 

## Akademsko udejstvovanje
Bil je član Francoske akademije, Ameriške akademije znanosti in umetnosti, Bavarske akademije znanosti in humanistike, Heidelberške akademije znanosti in humanistike, Madžarske akademije znanosti in Srbske akademije znanosti in umetnosti.
Na univerzi Binghamton v New Yorku deluje Center Fernanda Braudela, v São Paulu v Braziliji pa se nahaja Instituto Fernand Braudel de Economia Mundial. V anketi revije History Today iz leta 2011 je bil Fernand Braudel izbran za najpomembnejšega zgodovinarja zadnjih 60 let.
Bil je prejemnik številnih častnih diplom:  Svobodna univerza v Bruslju, Univerza v Cambridgeu, Univerza v Chicagu, Univerza v Kölnu, Univerza v Ženevi, Univerza v Leidnu, Univerza v Oxfordu, Univerza v Padovi, Univerza Complutense v Madridu, Univerza v Montrealu, Univerza v Varšavi, Univerza Yale 
Prejel je naslov Komandirja League of Honour, ki je najvišji francoski red za zasluge, tako vojaški kot civilni. Leta 1802 ga je ustanovil Napoleon Bonaparte.  